# 瓦伊赛
瓦伊赛（Waisai）是印度尼西亚西巴布亚省的一个城镇，是拉贾安帕特县的行政中心，位于卫吉岛南部。居民主要使用卫吉语。2010年统计，瓦伊赛所在的南卫吉区（印尼语：Waigeo Selatan）人口共8,690。城镇有马林达机场，前往索龙航程约35分钟，乘船前往索龙约需4小时。

## 资料来源
1. ↑  Biro Pusat Statistik, Jakarta, 2011.
2. ↑  .   [2017-03-04]. （原始内容存档于2020-12-05）.